# Paola Loreti
Paola Loreti est une mathématicienne italienne, professeure d'analyse mathématique à l'Université Sapienza de Rome. Elle est connue en particulier pour ses recherches sur les séries de Fourier, la théorie du contrôle et les représentations non entières. La constante Komornik – Loreti, qui est la plus petite base non entière pour laquelle la représentation de 1 est unique, est nommée d'après elle et Vilmos Komornik.
Loreti a obtenu un lauréat de l'Université Sapienza en 1984. Sa thèse, Programmazione dinamica ed equazione di Bellman [programmation dynamique et l' équation de Bellman] a été dirigée par Italo Capuzzo-Dolcetta.
Loreti est co-autrice du livre Fourier Series in Control Theory (Springer, 2005), avec Vilmos Komornik.